# جی‌پی‌تی ۴او
جی‌پی‌تی ۴او (به انگلیسی: GPT-4o) («O» به‌معنای «omni») یک ترنسفورمر تولیدگر از پیش آموزش‌دیده یادگیر چندوجه است که توسط اوپن‌ای‌آی توسعه یافته و در می ۲۰۲۴ منتشر شده است. استفاده از جی‌پی‌تی ۴او رایگان است اما برای مشترکین چت‌جی‌پی‌تی پلاس محدودیت‌های کمتری دارد. این مدل می‌تواند متن، تصویر و صدا را پردازش و تولید کند. واسط برنامه‌نویسی کاربردی آن (API) دو برابر سریعتر و نصف قیمت نسل قبلی خود یعنی جی‌پی‌تی ۴ توربو است.

## پیش زمینه
پیش از معرفی رسمی، چندین نسخه از جی‌پی‌تی ۴او به صورت مخفیانه تحت نام‌های مختلف در سامانه‌های تست و ارزیابی مدل‌های هوش مصنوعی منتشر شده بود. این سه مدل gpt2-chatbot و im-a-good-gpt2-chatbot و im-a-so-a-good-gpt2-chatbot نام داشتند. در ۷ مه ۲۰۲۴، سم آلتمن توییتی با عنوان «im-a-good-gpt2-chatbot» منتشر کرد که به‌طور ضمنی تأیید کرد که مدل‌های جدید اوپن‌ای‌آی در حال آزمون آ/ب هستند.

## قابلیت‌ها
جی‌پی‌تی ۴او به نتایج پیشرفته‌ای در معیارهای صوتی، چند زبانه و بینایی دست یافت و رکوردهای جدیدی را در تشخیص و ترجمه گفتار صوتی ثبت کرد. جی‌پی‌تی ۴او در معیار محک ام‌ام‌ال‌یو امتیاز ۸۸٫۷ را در مقایسه با امتیاز ۸۶٫۵ جی‌پی‌تی ۴ کسب کرد. برخلاف جی‌پی‌تی ۳٫۵ و جی‌پی‌تی ۴ که برای پردازش صدا به مدل‌های دیگر متکی بودند، جی‌پی‌تی ۴او به‌طور بومی از صدا پشتیبانی می‌کند. سم آلتمن در ۱۵ مه ۲۰۲۴ اشاره کرد که قابلیت‌های صوتی جی‌پی‌تی ۴او هنوز در چت‌جی‌پی‌تی ادغام نشده و نسخه قدیمی همچنان در حال استفاده است.
این مدل بیش از ۵۰ زبان را پشتیبانی می‌کند،  که اوپن‌ای‌آی مدعی است بیش از ۹۷ درصد از زبان‌های در حال گویش جهان را پوشش می‌دهد. در جریان کنفرانس نمایشی زنده اوپن‌ای‌آی در ۱۳ مه ۲۰۲۴، میرا موراتی با صحبت کرده به ایتالیایی و سپس و ترجمه مدل بین انگلیسی و ایتالیایی، توانایی چند زبانه مدل را نشان داد. علاوه بر این، این مدل از توکن‌های کمتری برای تحلیل واژگانی جدید استفاده می‌کند که باعث کاهش هزینه تمرین داده برای دیگر زبان‌ها می‌شود.
جی‌پی‌تی ۴او تا اکتبر ۲۰۲۳ به روز است اما در صورت نیاز به اطلاعات به روز تر می‌تواند به اینترنت دسترسی داشته باشد. جی‌پی‌تی ۴او دارای ۱۲۸ هزار توکن است اما توکن خروجی به ۴۰۹۶ محدود شده و پس از به روز رسانی اگوست ۲۰۲۴ به ۱۶٬۳۸۴ توکن.

### سفارشی سازی شرکتی
در آگوست ۲۰۲۴، اوپن‌ای‌آی ویژگی جدیدی را معرفی کرد که به مشتریان شرکتی اجازه می‌دهد جی‌پی‌تی ۴او را با استفاده از داده‌های اختصاصی شرکت شخصی‌سازی کنند. این سفارشی‌سازی که تنظیم دقیق شناخته می‌شود، به کسب‌وکارها امکان می‌دهد جی‌پی‌تی ۴او را با وظایف یا صنایع خاص تطبیق دهند و کاربرد آن را در زمینه‌هایی مانند خدمات مشتری و حوزه‌های دانش تخصصی افزایش می‌دهد. پیش از این، تنظیم دقیق تنها در مدل قدیمی تر موجود بود.
فرایند تنظیم دقیق، مشتریان را ملزم می‌کند که داده‌های خود را در سرورهای اوپن‌ای‌آی آپلود کنند و این آموزش داده معمولاً یک تا دو ساعت طول می‌کشد. در ابتدا، سفارشی‌سازی به داده‌های مبتنی بر متن محدود می‌شود. تمرکز اوپن‌ای‌آی بر روی کاهش پیچیدگی و تلاش مورد نیاز برای کسب‌وکارها برای تطبیق راه‌حل‌های هوش مصنوعی با نیازهایشان است، که به‌طور بالقوه پذیرش و اثربخشی هوش مصنوعی را در محیط‌های شرکتی افزایش می‌دهد.

## جی‌پی‌تی ۴او مینی
در ۱۸ ژوئیه ۲۰۲۴، اوپن‌ای‌آی نسخه کوچکتر و ارزانتر به نام جی‌پی‌تی ۴او مینی را منتشر کرد.
طبق گفته اوپن‌ای‌آی، انتظار می‌رود هزینه پایین این مدل برای شرکت‌ها، استارت‌آپ‌ها و توسعه‌دهندگانی که به دنبال ادغام آن در خدمات خود هستند مفید باشد، که اغلب با استفاده از API با مدل‌ها کار می‌کنند. API این مدل ۰٫۱۵ دلار به ازای هر میلیون توکن ورودی و ۰٫۶ دلار برای هر میلیون توکن خروجی هزینه دارد (در مقایسه با جی‌پی‌تی ۴او به ترتیب ۵ و ۱۵ دلار).
جی‌پی‌تی ۴او مینی در پاییز ۲۰۲۴ در دستگاه‌های تلفن همراه اپل و رایانه‌های رومیزی مک از طریق اپل اینتلیجنس در دسترس خواهد بود.

## حواشی اسکارلت جوهانسون
بعد از انتشار جی‌پی‌تی ۴او، این مدل پنج حالت لحن صدا را ارائه می‌داد اما شباهت یک حالت صدا با لهجه آمریکایی به صدای بازیگر آمریکایی اسکارلت جوهانسون مورد توجه رسانه‌ها قرار گرفت. در ۲۰ مه ۲۰۲۴، اوپن‌ای‌آی این لحن صدا را غیرفعال کرد و بیانیه‌ای صادر کرد و گفت که در حال بررسی موضوع است.
اسکارلت جوهانسون در سال ۲۰۱۳ در فیلم علمی تخیلی او در نقش یک دستیار مجازی هوش مصنوعی بازی کرده بود که حتی قبل از انتشار جی‌پی‌تی ۴او، سم آلتمن نام فیلم را توییت کرده بود.
بعدها اوپن‌ای‌آی ادعا کرد که هر لحن صدا بر اساس صدای یک بازیگر استخدام شده قرار داده شده و این صدا «تقلیدی از اسکارلت جوهانسون نیست، بلکه متعلق به یک بازیگر حرفه ای متفاوت است که از صدای طبیعی خود استفاده کرده است». میرا موراتی در اظهار نظری گفت «در مورد صدا اطلاعی ندارم. در واقع باید بروم و به صدای اسکارلت جوهانسون گوش دهم.» اوپن‌ای‌آی همچنین اعلام کرد که از قبل با جوهانسون دربارهٔ این موضوع صحبت کرده است.
در ۲۱ ماه مه، جوهانسون بیانیه‌ای صادر کرد و گفت که اوپن‌ای‌آی مکرراً به او پیشنهاد داده بود تا نه ماه قبل از انتشار جی‌پی‌تی ۴او، برای استفاده از صدایش قراردادی ببندد، توافقی که او رد کرد. در ادامه گفت که «شوکه شده، خشمگین است و در کمال ناباوری از اینکه آقای آلتمن صدایی را استفاده کرده که به طرز وحشتناکی شبیه صدای من است که حتی نزدیک‌ترین دوستان و خبرگزاری‌ها هم می‌توانند تفاوت را تشخیص دهند.» در این بیانیه، جوهانسون خواستار توجه به فقدان تدابیر قانونی در مورد استفاده از محتواهای خلاقانه برای تقویت ابزارهای هوش مصنوعی شد. جوهانسون همچنین اعلام کرد که از نظر قانونی در حال بررسی شباهت صدای او با این مدل و امکان ثبت شکایت قانونی علیه اوپن‌ای‌آی است.